# 2016년 3월 9일 일식
2016년 3월 9일 일식은 달이 지구와 태양 사이를 지나면서 태양을 완전히 가리는 개기일식이다. 개기일식은 달의 시직경이 태양의 시직경보다 커서 태양을 다 가릴 수 있을 때 일어난다. 개기일식은 매우 좁은 지역에서만 관측 가능하며, 대부분의 다른 지역에서는 부분일식으로 관측된다.
인도네시아에서 시작하여 태평양을 가로질러 태평양 동부에서 끝난다. 하와이 등 날짜 변경선 동쪽에서는 3월 8일에 해당한다.
한국이나 일본, 오스트레일리아 등에서도 부분일식을 관측할 수 있다.

## 갤러리

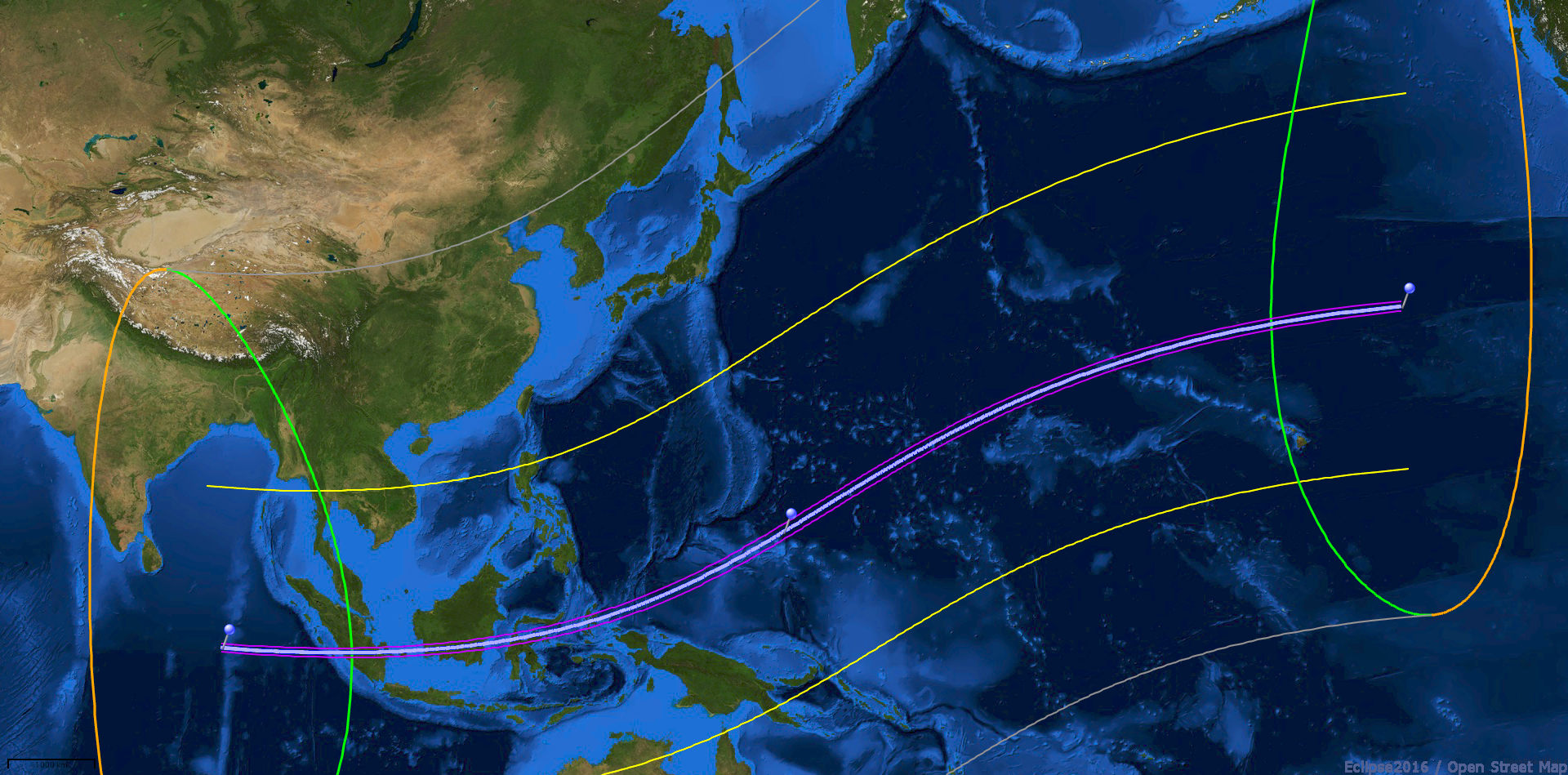
일식 경로
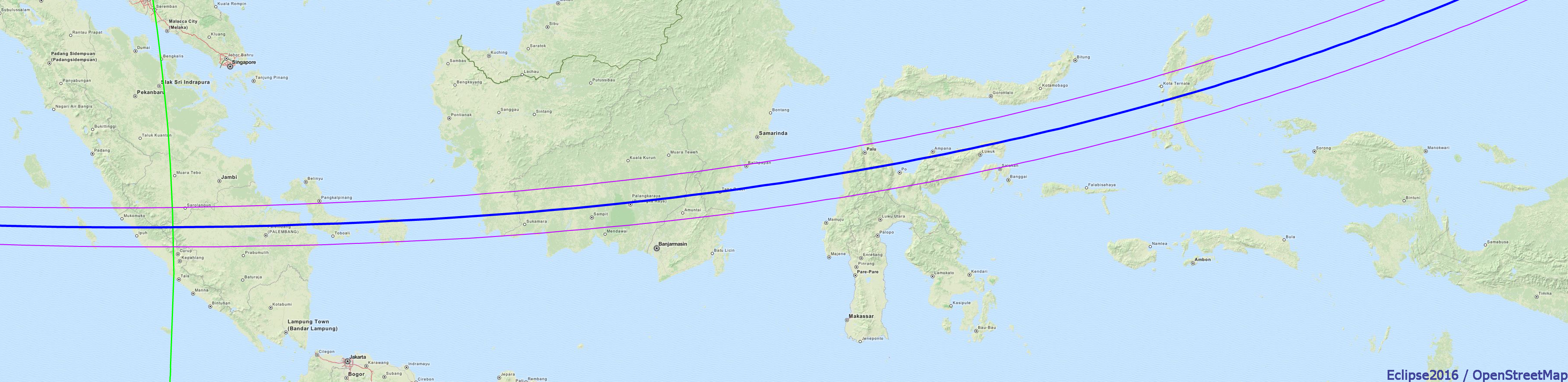
인도네시아에서의 일식 경로